# Melissa Jacobs
Melissa Jacobs, née le 10 mai 1981 à Milwaukee, est une actrice américaine de films pornographiques.

## Biographie
Melissa Jacobs a été élue Pet of the month du magazine Penthouse en octobre 2005. Elle ne tourne que des scènes en solos ou des scènes lesbiennes. Elle joue également sous les noms de Melessia Hayden et Melissa Lewis.
Melissa Jacobs a travaillé pour des studios tels que Brazzers, Filly Films, Penthouse, Private, Reality Kings.

## Filmographie sélective

### Films érotiques
- 2006 : Thrilling Tales of Costume Captivity : la docteure
- 2007 : Ruthless Restraint for Costume Captives! (court métrage) : Wendy Watson
- 2008 : French Confessions : l'amoureuse de Sophia
- 2009 : Life on Top (série télévisée) : Amber (2 épisodes)
- 2010 : 1000 Ways to Die (série télévisée documentaire) : Tina
- 2011 : Chemistry (en) (série télévisée)
- 2011 : Busty Coeds vs. Lusty Cheerleaders (téléfilm) : Miss Meyers
- 2012 : Public Disgrace (série télévisée)
- 2013 : Sexy Wives Sinsations (téléfilm) : docteure Anderson
- 2013 : Pleasure Spa (téléfilm) : Lucky
- 2013 : Monster of the Nudist Colony (téléfilm) : Mary
- 2013 : Serena the Sexplorer : Serena
- 2015 : I Love My Man Tied Up (court métrage) : la voisine sexy

### Films pornographiques
- 2006 : Bound Girls Can't Make Trouble
- 2006 : Business Beauties in Bondage!
- 2007 : Hogtied Businesswomen!
- 2007 : Erin's Nude Bondage Conspiracy!
- 2008 : My First Time with Jana
- 2008 : Malibu Girlfriends
- 2009 : We Live Together.com 8
- 2009 : Molly's Life 3
- 2009 : Girlvana 5
- 2010 : We Live Together.com 12
- 2010 : We Live Together.com 13
- 2011 : Girls Only
- 2011 : Tongues Slip Down Smooth Soles
- 2012 : Pretty Woman: A XX Parody
- 2012 : We Live Together.com 21
- 2013 : We Live Together.com 26
- 2013 : Chemistry 2
- 2014 : Muff Party
- 2014 : Pantyhose Vixens
- 2016 : Mommy and Me 14
- 2016 : To Love a Milf 3
- 2017 : Rogue One: a Fetish Parody